# 桑部村
桑部村（くわべむら）は三重県桑名郡にあった村。現在の桑名市中心部の南西、員弁川の右岸にあたる。

## 地理
- 河川：員弁川

## 歴史
- 1889年（明治22年）4月1日 - 町村制の施行により、能部村・桑部村・西金井村・東金井村の区域をもって発足。
- 1951年（昭和26年）3月2日 - 桑名市に編入。同日桑部村廃止。

## 交通

### 鉄道路線
- 参宮急行電鉄（現・近畿日本鉄道）
  - 名古屋線
    - 町屋駅

この他村域を日本国有鉄道の関西本線が通過したが、駅は所在しなかった。

### 道路
現在は旧村域を東名阪自動車道が通過するが、当時は未開通。